# Concours du meilleur texte de trois pages
Le concours du meilleur texte de trois pages a été créé en 1984 par le module des lettres de l'Université du Québec à Chicoutimi.
Il vise à encourager la production de nouvelles ou d'essais brefs. 

## Lauréats
- 1987 - Luc Ainsley
- 1988 - Claude Margeau
- 1989 - Danielle Tremblay
- 1990 - Danielle Dussault
- 1991 - Rose-Aimée Côté
- 1992 - Brigitte Perreault
- 1993 - Jocelyn Girard
- 1994 - Françoise Tremblay
- 1995 - Steve Proulx
- 1997 - Jean-Marc Limoges
- 1998 - Richard Desgagné
- 2000 - Éléonore Côté
- 2001 - François-Bernard Tremblay
- 2002 - Claude Vallières
- 2003 - Louise Allain
- 2004 - Isabelle Savard
- 2005 - Jean-Marc Limoges
- 2006 - Louis Chouinard
- 2007 - Sandra Brassard
- 2008 - Francine Bertrand
- 2009 - Annyck Martin
- 2010 - Isabelle Racicot
- 2011 - Michèle Chrétien
- 2012 - Carl-Keven Korb
- 2013 - Christina Brassard
- 2014 - Anne-Marie Duquette
- 2015 - Paul Kawczak
- 2016 - Jonathan Barette